# 2008年夏季殘疾人奧林匹克運動會保加利亞代表團
2008年夏季殘疾人奧林匹克運動會保加利亞代表團於2008年9月6日至17日參加在中國北京舉行的第13屆殘疾人奧運會。
保加利亞在本屆殘奧會將派出8名運動員出戰包括田徑、舉重等合共兩個項目。

## 獎牌榜
| 奖牌 | 运动员            | 项目 | 赛事             |
| ---- | ----------------- | ---- | ---------------- |
| 銀牌 | 斯特拉·埃内娃     | 田径 | 女子铁饼F57/58級 |
| 銅牌 | 达妮埃拉·托多罗娃 | 田径 | 女子标枪F54-56級 |

## 參賽項目
田徑、舉重